# Authority (fumetto)
Authority (The Authority) è una serie a fumetti di supereroi, creata dallo scrittore Warren Ellis e dal disegnatore Bryan Hitch nel 1999. Pubblicata dalla WildStorm - DC Comics, presenta le avventure di Authority, una squadra di supereroi comprendente principalmente i personaggi creati da Ellis in Stormwatch (altra serie Wildstorm), qui portati a una versione più cupa e violenta. La squadra nasce appunto da una costola della disciolta Stormwatch, per sostituirla come forza di pace al servizio del mondo intero, sebbene sotto il governo USA. Ma la natura ribelle di molti suoi componenti segnerà il destino e le vicende del gruppo, indisciplinato e risoluto oltre ogni limite.
Sono notevoli l'intensità della rappresentazione grafica della violenza e gli atteggiamenti intransigenti dei suoi protagonisti.
In Italia erano le edizioni Magic Press a curare la traduzione e l'adattamento italiano della serie, pubblicata sulla rivista Wildstorm e su volumi da libreria. Dal 2018 la RW Lion ha incominciato una ristampa Deluxe in 6 volumi.

## Storia editoriale
Lo scrittore Joe Kelly, durante la sua gestione della serie Action Comics, crea una sua versione di Authority chiamata "The Elite", decisa a mostrare a Superman qual è il metodo migliore per sradicare il crimine alle fondamenta e come vada usato il potere. La storia fu adattata nel film d'animazione direct to video Superman vs. The Elite.

## I componenti di Authority
- Jenny Sparks: "Lo spirito del XX secolo". Nata alla mezzanotte del 1º gennaio 1900, non è invecchiata di un giorno da quando ha raggiunto i vent'anni di età e possiede vasti poteri elettrici. È stata membro di Stormwatch Nero ed è la fondatrice di Authority. Muore allo scoccare della mezzanotte del 31 dicembre 1999, al momento della fine del suo secolo e della nascita di quello nuovo.
- Jack Hawksmoor: "Il dio delle città". È stato più volte rapito e modificato chirurgicamente dagli alieni da bambino, il che ha sortito come risultato che è collegato a qualunque città in cui si trovi. È fisicamente incapace di sopravvivere per lungo tempo fuori da un ambiente urbano; comunque quando è all'interno di esso ha ampi e difficilmente delimitabili superpoteri legati all'«essenza stessa della città». È un ex membro di Stormwatch Nero.
- Swift: "La cacciatrice alata", alias Shen Li-Min. Anch'essa un ex membro di Stormwatch Nero, Swift è una cinese tibetana che ha l'abilità di farsi crescere delle ali a volontà e di essere, conseguentemente, «il più veloce mammifero alato del pianeta». Può anche disfarsi delle ali, che si dissolvono una volta staccate. È stato implicitamente accennato a una sua vagamente definita capacità di percepire forme di vita.
- Apollo: "Il re del sole". Il suo vero nome è ignoto. Le sue caratteristiche si rifanno chiaramente a quelle di Superman con poteri esplicitamente di origine solare. Ha una relazione sentimentale con Midnighter, suo compagno di squadra sin dai tempi di Stormwatch, con cui si è sposato. La loro relazione alla luce del sole e il loro matrimonio hanno fatto molto discutere non solo le riviste specializzate, ma anche i mass-media in genere. Questa rappresentazione esplicita dell'omosessualità costituisce una novità in ambito supereroistico e colpisce anche per l'evidente paragone e accostamento a una coppia virile come quella di due delle icone della DC Comics, Superman e Batman.
- Midnighter: "Il notturno guerrafondaio". La sua vera identità è ignota. È un personaggio che fa il verso alle caratteristiche di Batman, con dei potenziamenti che lo rendono imbattibile nel corpo a corpo perché gli consentono di prevedere ogni mossa dell'avversario. Perciò è considerato il più letale combattente del mondo. Sin dai tempi della militanza in Stormwatch è compagno di Apollo.
- Doctor (The Doctor): "Lo sciamano", al secolo Jeroen Thornedike. È l'ultimo di una lunga stirpe di sciamani che protegge l'intero pianeta. Doctor è un olandese dipendente dall'eroina, il cui potere è la somma di quello di tutti suoi predecessori, ciascuno dei quali era potente anch'esso come la somma dei precedenti "dottori" (e di qui in poi ciascun dottore sarà potente il doppio del diretto predecessore). Le vaste abilità magiche di Doctor possono realizzare quasi ogni cosa egli desideri, fin tanto che può concepirle in termini poetici.
- Angela Spica / Engineer: "Il costruttore". Dopo che il primo Engineer venne ucciso in un episodio di Stormwatch scritto da Warren Ellis, la sua nanotecnologia si trasferì in Angela unendosi al suo organismo, donandole straordinarie capacità meccaniche, come mutare il suo braccio in un'arma da fuoco, un'armatura che avvolge il suo corpo e molte altre possibilità. Inoltre ha delle abilità particolari che le consentono di mettersi in contatto con i suoi compagni e di metterli in contatto tra di loro simultaneamente, facilitando la cooperazione soprattutto quando agiscono separati in sottosquadre.
- Jenny Quantum: "Lo spirito del XXI secolo". È colei che succede a Jenny Sparks. Nasce allo scoccare della mezzanotte del 1º gennaio 2000 in un ospedale di Singapore successivamente distrutto da supercriminali che uccidono anche i suoi genitori. Tentano di rapirla con lo scopo di vigilare sulla sua educazione e per mezzo di ciò influenzare il corso della storia. Viene adottata, a seguito di questi avvenimenti, da Apollo e Midnighter, sposatisi al termine della prima serie.
- Il Carrier (The Carrier): «Fluttua attraverso il regno Devachanico alla velocità di venticinque sogni al secondo». È il quartier generale del team, ma è anche una enorme astronave vivente che può spostarsi fra le dimensioni capace di andare praticamente ovunque nel multiverso DC/Wildstorm. È grande abbastanza da contenere una città allo scopo di offrire il necessario supporto vitale a Jack Hawksmoor. Spesso si fa riferimento a lei come a una femmina.

## Formazione originale

### Passaggio di poteri
Durante l'arco narrativo della prima serie scritto da Peyer e intitolato Passaggio di poteri (Transfer of Power) i membri di Authority sono temporaneamente rimpiazzati da loro rozze controparti con poteri analoghi. I loro nomi sono spesso giochi di parole, che tendono a parodiare il nome originale dei personaggi. A differenza dell'Authority originale questo gruppo fu appositamente selezionato da un consiglio che cercò degli eroi come rappresentanti del G7. Durante questa sequenza i componenti originali erano stati ridotti all'impotenza e considerati morti, in realtà erano stati sconfitti da un supercriminale, Seth, potenziato geneticamente e con innesti tecnologici che gli danno oltre 1200 superpoteri, e posti in condizioni di non nuocere dallo stesso consiglio che voleva rappresentanti più "allineati".
Le condizioni di vita a cui sono sottoposti i membri originali sono in linea con la violenza della serie. Ad esempio Apollo viene usato come "sacco" da allenamento da Teuton e Last Call.
(tra parentesi il nome in versione originale se differente nella traduzione)
- Colonel (The Colonel): era un ex-giocatore di calcio inglese che è il leader di fatto di questa Authority. Ha poteri assai simili a quelli di Jenny Sparks.
- Street (The Street): la versione afroamericana di Jack Hawksmoor.
- Rush: è alata come Swift; l'origine delle sue ali viene spiegata successivamente nella graphic novel Human on the Inside, si tratta del risultato di un'operazione chirurgica post-umana al comando di suo padre, il dottor Ledbedder. È stata selezionata per rappresentare il Canada.
- Teuton: il corrispondente di Apollo. Tedesco è più che vicino ad essere un folle squilibrato.
- Last Call: è italiano, subentra nel ruolo di Midnighter, con la conseguenza di essere omofobico.
- Surgeon (The Professor): un francese a cui è stato dato il controllo dei poteri di Doctor, ma non è mai stato accettato dalla coscienza collettiva dei precedenti Dottori.
- Machine (The Machine): ha avuto la nanotecnologia estratta dal sangue di Angela Spica, alla quale è stato temporaneamente impiantato il sangue di una tossica dipendente dall'eroina. È giapponese.

### Human on the Inside
- Jackson King: precedentemente conosciuto come Batallion, è il terzo Weatherman (il supervisore di Stormwatch). Guida il gruppo brevemente sotto il comando del governo statunitense durante la storia Human on the Inside, mentre Jack Hawksmoor è menomato. Quando questi guarisce, King lascia la squadra.
- Danny Chen: all'apparenza un campione di arti marziali asiatico. In realtà, una spia cibernetica inviata dal governo statunitense per infiltrarsi in Authority e distruggerla sempre durante la saga Human on the Inside. Bacia prima Engineer e poi Midnighter, tentando di creare tensioni all'interno della squadra. Quando Engineer lo scopre lo distrugge immediatamente in un impeto di rabbia.

## Trama

### Prima serie

#### Il cerchio (n. 1-4)
Dopo lo scioglimento di Stormwatch, il mondo non è più un luogo sicuro: Mosca viene attaccata da centinaia di esseri superumani, che mietono molte vittime.
Pronta è la risposta di Jenny Sparks, lo spirito del ventesimo secolo, ex membro di Stormwatch Nero, che raduna intorno a sé i superumani Engineer ("il costruttore" Angela Spica), Midnighter ("il notturno guerrafondaio" identità ignota) Apollo ("il re del Sole" identità sconosciuta), Doctor e i suoi ex compagni di Stormwatch Jack Hawksmoor ("il dio delle città") e Shen-Li Men (Swift, "la cacciatrice alata"), per formare Authority e usare come base il Carrier.
Riescono a scoprire che gli attacchi sono stati orditi da Kaizen Gamorra, sovrano terrorista dell'isola asiatica di Gamorra, nonché ex nemico di Stormwatch.
Riescono ad intervenire a Londra, ma non riescono ad evitare vittime; si recano a Gamorra, ma Kaizen crea un campo di forza.
In seguito anticipano i piani del nemico e riescono ad arrivare a Los Angeles, sconfiggendo le truppe di Gamorra, che in realtà, come scoperto da Midnighter, che si era riuscito ad infiltrare nella Gamorra Tower, non sono altro che cloni dei suoi fratelli.
Dopo la sconfitta dei cloni a Los Angeles, Midnighter usa il Carrier per distruggere il campo di forza e abbattere la Gamorra Tower.

#### Vascelli di traslazione (n. 5-8)
In un Buckingham Palace moderno, fortemente imperialista, vediamo una conversazione tra il Re di Albione ("Windsor") ed un misterioso uomo blu. Apprendiamo che è un ibrido di origini siculo-norvegesi, «nobilitato da un pizzico di DNA alieno non più consistente di una scoreggia», secondo il Re.
Dopo questo affronto il Re viene ucciso da un altro uomo blu, Regis, munito di corna, che prende il comando di Albione.
Quindi scatena una guerra interdimensionale con il WildStorm Universe, ma non si sa il perché.
Jenny, riconosciute le navi, racconta ai suoi compagni di un mondo alternativo, dove alcuni alti alieni blu si incontrarono nel 1500 d.C. con i terrestri, dando vita ad una civiltà mista, con base a Firenze e tecnologie che si incontrano tra quella che va dal 1500 al 1800, e di politica imperialista. Però gli uomini blu diminuiscono mano a mano, vista la difficoltà per una donna di avere un figlio blu, e la dinastia regnante decide di creare la politica dello stupro, in modo che la dinastia possa continuare.
Ad esempio viene scatenata una guerra con la Cina, e tutti i maschi cinesi vengono uccisi e le donne vengono portate in campi di stupro.
Poi ci fu la scoperta della nostra dimensione, e il contatto tra i due mondi rimase conosciuto a poche forze militari, col fine di scambiare le rispettive tecnologie.
Nel 1953, però, il collegamento si distrusse; e solo ora la tecnologia albionica ha permesso che si riaprisse.
Mentre Apollo affronta l'esercito albionico, il resto del team e il Carrier entrano nell'altra dimensione, uccidendo Regis, spazzando via tutta l'Italia centromeridionale, grazie ad un incantesimo di Doctor, e ritornano a casa, dove il "dio del sole" ha già spazzato via tutta la flotta di Regis.

#### Tenebra (n. 9-12)
Nell'ultima saga scritta da Warren Ellis, Authority deve affrontare un nemico terribile: Dio.
Definito tale dagli spiriti dei precedenti Doctor, è colui che ha creato la Terra, ma non affinché noi ci potessimo vivere: infatti l'aveva creata per sé e aveva posto delle spore per preservare il pianeta. Uno scontro con un pianeta portò le spore ad andare via dal pianeta e formare la Luna, lasciando così nascere la vita. Ora questa forma di vita potentissima è tornata, e rivuole il suo pianeta come prima.
Il suo corpo, grande più della Luna, è a forma di piramide.
Authority penetra all'interno del suo corpo con il Carrier e Jenny Sparks fulmina il suo cervello, uccidendolo; ma si accorge che è il 31 dicembre 1999, data che significa la sua morte. Tra i festeggiamenti per il nuovo anno vediamo nascere in ospedale alle 00:00 un nuovo spirito del ventunesimo secolo.

## Storia editoriale

### Serie regolari

#### Prima serie
La gestione di Ellis e Hitch di Authority durata 12 numeri fu seguita da una popolare sequenza opera di Mark Millar (testi) e Frank Quitely (disegni), durante il quale il fumetto raggiunge l'apice del successo e comincia il suo declino. Declino segnato, tra le altre cose, dal fatto che Quitely posponesse la realizzazione grafica a metà di una trama per lavorare su un'altra serie; durante questa interruzione fu inserita una storia scritta da Tom Peyer, dopo la quale fu ripreso il ciclo di Millar (con altri disegnatori, fra cui Arthur Adams) e la serie venne interrotta. Millar affermò che molte sequenze erano state censurate da Paul Levitz (un supervisore della DC Comics). Al posto di Millar inizialmente era stato chiamato alle redini della serie Brian Azzarello, ma la sua proposta venne censurata dalla casa editrice perché ritenuta troppo oltraggiosa e blasfema. Secondo la versione dello scrittore statunitense infatti il personaggio di Doctor, il potente sciamano che difende l'universo WildStorm, sarebbe morto e sarebbe risorto sotto le spoglie di Gesù Cristo.
L'intera serie è stata raccolta, come da consuetudine statunitense, in quattro volumi:
- The Authority: Relentless, che raccoglie i numeri 1-8 (ISBN 1-56389-661-3).
- The Authority: Under New Management, che raccoglie i numeri 9-16 (ISBN 1-56389-756-3).
- The Authority: Earth Inferno and Other Stories, che raccoglie i numeri 17-20, l'Annual 2000 e lo Speciale estivo.
- The Authority: Transfer of Power, che raccoglie i numeri 22-29 (ISBN 1-4012-0020-6).
  - Il numero 21 è stato ristampato a parte in The Monarchy: Bullets Over Babylon (ISBN 1-56389-859-4), poiché era il punto di partenza della serie The Monarchy.

Gli episodi ideati da Warren Ellis e da Mark Millar sono stati raccolti anche in due volumi cartonati e dalle dimensioni di pagina più grandi:
- The Absolute Authority (vol. 1), che raccoglie i numeri 1-12 (gli episodi scritti da Warren Ellis e disegnati da Bryan Hitch)
- The Absolute Authority (vol. 2), che raccoglie i numeri 13-20, 22 e 27-29 (gli episodi scritti da Mark Millar e disegnati da Frank Quitely, Chris Weston, Arthur Adams e Gary Erskine)

In Italia la Magic Press ha tradotto e pubblicato l'intera serie (tranne il numero 21, poi recuperato in volume) nei numeri dal 4 al 30 (giugno 2000 - gennaio 2005) della rivista intitolata Wildstorm (prima mensile, poi bimestrale, poi dalla periodicità variabile).
Ha pubblicato anche la ristampa in quattro volumi per librerie:
- Authority (vol.1): Implacabili, che raccoglie i numeri 1-8.
- Authority (vol.2): Nuova gestione, che raccoglie i numeri 9-16.
- Authority (vol.3): Terra Inferno, che raccoglie i numeri 17-20 e due racconti brevi tratti da Wildstorm Summer Special.
- Authority (vol.4): Passaggio di poteri, che raccoglie i numeri 22-29.
  - Il numero 21 è stato pubblicato a parte in Monarchy: Proiettili su Babilonia, poiché era il punto di partenza della serie The Monarchy.

E inoltre ha pubblicato anche l'edizione italiana del primo volume cartonato in formato Oversized:
- Absolute Authority (vol. 1), che raccoglie i numeri 1-12 (gli episodi scritti da Warren Ellis e disegnati da Bryan Hitch)

#### Seconda serie
La serie riprende nel luglio 2003 scritta da Robbie Morrison. Questa incarnazione della serie dura 14 numeri. Tra il numero 9 il numero 10 si svolgono gli eventi del crossover Coup d'Etat, che coinvolge anche le serie Stormwatch: Team Achilles, Sleeper e Wildcats (terza serie). Questo crossover si impernia sulla presa degli Stati Uniti d'America da parte di Authority.
L'intera serie è stata raccolta in due volumi:
- The Authority: Harsh Realities, che raccoglie i numeri 0-5.
- The Authority: Fractured Worlds, che raccoglie i numeri 6-14.
  - Il crossover Coup d'Etat è stato pubblicato in un omonimo volume a parte.

In Italia la Magic Press ha tradotto e pubblicato l'intera serie in due volumi:
- Authority (vol.5): La dura realtà, che raccoglie i numeri 0-5.
- Authority (vol.6): Mondi spaccati, che raccoglie i numeri 6-14.

Il crossover Coup d'Etat è tuttora inedito in Italia.

#### Terza serie
Nell'ottobre 2004 Authority riparte con il titolo The Authority: Revolution, questa volta scritta da Ed Brubaker e disegnata da Dustin Nguyen, dalla prevista durata di 12 numeri. Questa versione racconta i problemi che Authority affronta nel dominio dell'America.
L'intera serie è stata raccolta in due volumi:
- The Authority: Revolution Book 1, che raccoglie i numeri 1-6.
- The Authority: Revolution Book 2, che raccoglie i numeri 7-12.

In Italia la Magic Press ha tradotto e pubblicato l'intera serie in due volumi:
- Authority (vol.7): Rivoluzione 1, che raccoglie i numeri 1-6.
- Authority (vol.8): Rivoluzione 2, che raccoglie i numeri 7-12.

#### Quarta serie
Scritta da Grant Morrison e disegnata da Gene Ha, questa serie è stata interrotta dopo soli due numeri pubblicati tra il 2006 e il 2007. La premessa della serie vede il supergruppo bloccato in una realtà alternativa in cui non esistono supereroi ma questi sono solo opere di finzione pubblicate nei fumetti, cioè si tratta di un mondo identico al nostro (intesi come lettori). Dal punto di vista editoriale non è stato chiarito il perché della sospensione. In ogni caso l'idea è stata giudicata valida e l'etichetta WildStorm ha deciso di farne un seguito. Grant Morrison rimane solo come autore del soggetto e supervisore. I testi sono affidati a Keith Giffen mentre i disegnatori variano nel corso della pubblicazione: Darick Robertson (matite) - Trevor Scott (chine) nei numeri 3-4, Jonathan Wayshak (disegni) sul n. 5, Brian Stelfreeze - Joel Gomez (disegni) sul n. 6. Gene Ha resta come autore delle copertine. La serie diventa una miniserie di 12 numeri dal titolo The Authority: The Lost Year e ricomincia ad essere pubblicata dal n. 3 a partire da fine 2009.
Cronologia: riprende la narrazione esattamente da dove era terminata con The Authority (vol. 4) n. 2 (maggio 2007) e la storia si colloca prima dell'evento World's End i cui effetti si ripercuotono sull'intera produzione supereroistica della Wildstorm di Jim Lee. Per facilitare l'inserimento di nuovi lettori è stato pubblicato l'albo unico The Authority: The Lost Year Reader che ristampa le due storie precedentemente scritte da Grant Morrison.
La Magic Press ha tradotto e pubblicato in lingua italiana l'intera serie in due volumi:
- Authority: L'Anno Perduto 1, che raccoglie i numeri 1-7.
- Authority: L'Anno Perduto 2, che raccoglie i numeri 8-12.

#### Quinta serie
Nell'agosto 2008, nell'ambito del nuovo scenario/evento dell'universo WildStorm intitolato WildStorm: World's End, parte la quinta serie regolare intitolata Authority: World's End. I primi 17 numeri sono stati scritti da Dan Abnett e Andy Lanning e disegnati da Simon Coleby. Dal n. 18 al 29, ultimo della serie, i testi sono stati affidati al duo Marc Bernardin e Adam Freeman (18-21) e a Tom Taylor (22-29), mentre della parte grafica si sono occupati Al Barrionuevo (n. 18-21 e 24-29) e Mike Miller (n. 22-23).
La Magic Press ha tradotto e pubblicato in italiano l'intera serie in quattro volumi:
- Authority vol. 9 - La Fine del Mondo, che raccoglie i numeri 1-7;
- Authority vol. 10 - Britannia regna, che raccoglie i numeri 8-17;
- Authority vol. 11 - Alla deriva, che raccoglie i numeri 18-22;
- Authority vol. 12 - Cambiare per non morire, che raccoglie i numeri 23-29.

Il n. 29 della quinta serie è l'ultimo albo di Authority pubblicato, ma l'ultima apparizione del gruppo avviene in WildCats n. 30 (infatti le copertine dei due albi formano un'unica tavola) con il quale ufficialmente chiude i battenti la casa editrice Wildstorm.
Questa storia è inedita in Italia.

### Miniserie, speciali, spin-off e crossover

#### Jenny Sparks
Jenny Sparks : The Secret History of the Authority (agosto 2000 - marzo 2001): miniserie di cinque numeri nella quale si narra del primo incontro di Jenny Sparks con i suoi futuri compagni di squadra.
Testi di Mark Millar e disegni di John McCrea e James Hodgkins.
In Italia è stata tradotta e pubblicata dalla Magic Press sulla rivista Wildstorm, nei numeri da 14 a 18 (ottobre 2001 - maggio 2002), e successivamente raccolta interamente nel volume intitolato:
Authority Special: Jenny Sparks, la storia segreta di Authority.

#### Alla conquista del Mondo
Planetary/Authority: Ruling the World (agosto 2000): un racconto singolo scritto da Warren Ellis e disegnato da Phil Jimenez e Andy Lanning, con protagonisti i due gruppi di Authority e Planetary. Lo stesso Ellis lo definisce un "non crossover", perché in realtà le due squadre non si incontrano mai tra di loro nel corso dell'avventura, gli intrecci fra i due gruppi sono narrati con fine ironia, giocando sul concetto di universi paralleli.
In Italia è stata tradotto e pubblicato dalla Magic Press sulla rivista Wildstorm, nel numero 14 (ottobre 2001) e successivamente ripubblicato nel volume intitolato Planetary Special: Mondi in collisione

#### Annual 2000
The Authority Annual 2000 (dicembre 2000): l'unico albo singolo di Authority appartenente alla tipologia Annual. Faceva parte di una sorta di crossover, intitolato Devil's Night, che coinvolse i quattro Annual 2000 della WildStorm: Gen 13 Annual 2000, Wildcats Annual 2000, lo stesso The Authority Annual 2000 e Wildstorm Annual 2000.
Testi di Joe Casey e disegni di Cully Hamner. Non esiste edizione italiana.

#### Authority: Widescreen
Questo numero speciale rappresenta un caso particolare: previsto in uscita alla fine del 2001, che segna fra l'altro l'esordio di Hitch come sceneggiatore, non è mai stato pubblicato. Doveva contenere due storie: The Man with the Quantum Brain scritta e disegnata da Hitch e un'altra dedicata ad Apollo e Midnighter (di Tom Peyer e Cary Nord). In più avrebbe dovuto presentare una galleria di illustrazioni di artisti come John Cassaday, Michael Golden, Jim Lee e Matt Wagner. Pare che almeno la storia di Hitch fosse completata, ma dopo gli eventi dell'11 settembre e a causa di immagini violente che richiamavano troppo da vicino gli atti terroristici (mostra una battaglia in New York con vittime tra i civili) venne soppressa. Probabilmente l'eliminazione della pubblicazione è dovuta anche a contenuti sessuali espliciti. Del resto anche altre storie (o meglio alcune tavole di alcuni episodi) furono completamente ridisegnate per eliminare quelli che erano ritenuti eccessi di violenza o allusioni a sfondo sessuale troppo evidenti. Va ricordato che la serie regolare di Authority non ebbe mai l'approvazione del Comics Code Authority.

#### Kev Saga
- The Authority: Kev (ottobre 2002): albo singolo scritto da Garth Ennis e disegnato da Glenn Fabry. In realtà doveva essere una storia in due parti da pubblicare nei numeri 30 e 31 della prima serie, ma con la sospensione della serie fu deciso di pubblicarlo in questa forma. Kev Hawkins è un caporale dei servizi segreti britannici dell'aviazione, trasformato in assassino (a causa di una scocciante faccenda con una tigre che si è mangiata un ministro del parlamento inglese sotto la sua protezione) utilizzato dal Governo Britannico quando vuol eliminare qualcuno. Questa volta a dover essere eliminata è Authority. Sorprendentemente, Kev stermina in pochi secondi e con facilità l'intera squadra, grazie a un'arma speciale datagli in dotazione dal governo. I problemi cominciano dopo, quando un'invasione aliena che minaccia di distruggere la civiltà terrestre avrebbe potuto essere fermata solo con l'intervento del gruppo appena massacrato. Si svela così che il mandante dell'operazione non è il governo britannico ma alieni sotto false spoglie, che hanno mire sulla Terra. Kev deve convincere il Carrier a portare indietro il tempo per far ritornare in vita Authority così che possa salvare il pianeta. - In Italia questo racconto è stato tradotto e pubblicato su Wildstorm nei numeri 31 e 32 (edizioni Magic Press, 2005) ed edito nel recente volume The Authority: Kev (edizioni Magic Press, 2009).
- The Authority: More Kev (luglio 2004 - dicembre 2004): miniserie di 4 albi, sempre di Ennis e Fabbry. Degli alieni chiamati i Rakulai e capaci di fare cose nefaste ad Authority (come fondere Doctor e Jack Hawksmoor in un solo essere e tramutare Engineer in un ammasso liquido disgustoso), minacciano la Terra. Cosa vogliono? Il numero uno nella lista dei ricercati dei loro arcicriminali, B'eeef, che anni prima era volato sul nostro pianeta e si era camuffato come un ministro del Parlamento...lo stesso che era stato mangiato da una tigre sotto la protezione di Kev. Così Apollo e Midnighter devono unire le forze con il loro agente omofobo SAS preferito per trovare i resti di B'eeef, poiché i Rakulai possono ricostruirsi partendo da una singola cellula. - Questa miniserie è edita nel volume The Authority: Kev (edizioni Magic Press, 2009).
- The Authority: The Magnificent Kevin (novembre 2005 - febbraio 2006): miniserie di 5 numeri scritta ancora da Garth Ennis e disegnata da Carlos Ezquierra. In quest'occasione Kev deve aiutare Midnighter ed il resto di Authority, traditi dal governo inglese. Alla fine della storia Kev diventa un latitante perché rivoltatosi contro i suoi superiori. Da notare che il marcato umorismo delle prime due uscite inizi a scemare in questa storia. - Questa miniserie è stata pubblicata in Italia con il nome di "The Authority: il Magnifico Kevin" (edizioni Magic Press, 2010).
- A Man Called Kev (settembre 2006 - febbraio 2007): miniserie di 5 numeri realizzata ancora da Garth Ennis e Carlos Ezquierra. Questa volta non vi è la presenza di Authority e Kev Hawkins è il protagonista unico. I toni della storia si fanno più cupi, distaccandosi totalmente dagli esordi del personaggio. - Questa miniserie è stata pubblicata in Italia con il nome di "Un uomo chiamato Kevin" (edizioni Magic Press, 2010).

#### Authority: Terra bruciata
The Authority: Scorched Earth (traduzione non ufficiale: Authority: Terra bruciata - febbraio 2003): albo singolo (one-shot) scritto da Robbie Morrison e disegnato da Frazer Irving. Il Sole soffre di un grave sconvolgimento, potenzialmente cataclismatico. La temperatura sta salendo a un livello intollerabile ed enormi eruzioni solari eruttano dalla fotosfera, scagliando globi infuocati direttamente sulla Terra. Authority scopre che c'è qualcuno dietro a tutto questo. È un vecchio amico di Jack: l'ex comandante in campo di Stormwatch Prime, Winter. Dopo aver condotto SkyWatch (la base di Stormwatch) dentro al Sole, il suo potere di assorbimento energetico l'ha fatto diventare tutt'uno con esso. Intrappolato in un'agonia eterna ed infuriato per la crudeltà sulla Terra, Winter voleva distruggerla. Authority è costretta a ingabbiarlo dentro al Sole. Non esiste edizione italiana.

#### Authority vs Lobo
Il gruppo creato da Ellis ha incrociato le strade del cacciatore di taglie Lobo in due albi speciali scritti da Keith Giffen e Alan Grant, con i disegni di Simon Bisley:
- The Authority/Lobo: Jingle Hell (febbraio 2004),
- The Authority/Lobo: Spring Break Massacre (agosto 2005)

In seguito questi racconti sono stati raccolti nel volume unico intitolato The Authority/Lobo: Holiday Hell
In Italia The Authority/Lobo: Jingle Hell è stato tradotto e pubblicato dalla Magic Press sul numero 35 di Wildstorm.
In seguito è stato raccolto insieme a The Authority/Lobo: Spring Break Massacre nel volume unico intitolato The Authority/Lobo: Vacanze infernali.

#### Authority: L'umanità interiore
The Authority: Human on the Inside (settembre 2004): volume singolo di John Ridley (sceneggiatore del film Three Kings e autore di romanzi noir) e Ben Oliver, ambientato prima degli eventi di Coup d'Etat. Pubblicato in Italia da Magic Press nel dicembre 2007 in volume in brossura, mentre in USA è presente in due versioni: una lussuosa (con copertina rigida e cartonata) e una economica (in brossura).

#### Coup d'Etat
Coup d'Etat è stato il cataclismatico crossover in cui Authority si è autoinsediata come unica forza governativa degli Stati Uniti d'America e analizza le reazioni da parte degli altri personaggi WildStorm, principalmente Wildcats, Stormwatch: Team Achilles e Sleeper.
In questa storia, il governo statunitense si impadronisce di un mezzo di trasporto che può portare attraverso il bleed (un continuum spazio-temporale di questo universo fumettistico) dandogli l'opportunità di esplorare e sfruttare altri mondi. Sebbene avvisato da Authority, il governo lancia il mezzo ignorando le conseguenze. Questo segnerà il suo destino perché come l'apparecchio entra nel bleed si disintegra, svelando un piccolo buco nero e creando uno strappo nel bleed. Una nave da trasporto nei paraggi al momento dell'esplosione viene squarciata con il suo equipaggio, composto da veri e propri giganti, prendendo fuoco come entra nell'atmosfera. Questa catastrofe ha come conseguenza la distruzione della Florida dal momento che Authority non può spostare o fermare la nave. Durante le indagini conseguenti, Midnighter scopre che c'è il governo dietro a questi eventi. Jack Hawksmoor (il "capo" di Authority al momento dei fatti) e Authority decidono di assumere il controllo degli USA.
A differenza di altri crossover di questo tipo, Coup d'etat dura solo per quattro albi.
Il crossover Coup d'Etat è rimasto inedito in Italia fino al 2013, anno in cui la RW/Lion (nuova detentrice dei diritti DC e Wildstorm) lo ha pubblicato in un volume unico brossurato.

#### Authority: Prime
The Authority: Prime (dicembre 2007): miniserie in sei numeri scritta da Christos Gage e disegnata da Darick Robertson, realizzata per colmare il gap aperto dai ritardi della coppia Morrison/Ha. La miniserie è stata raccolta in un volume unico. L'edizione italiana è stata pubblicata nell'ottobre del [2008] da Magic Press in un volume analogo all'edizione originale, recante il medesimo titolo.

#### Midnighter
Midnighter (gennaio 2007 - agosto 2008): finora l'unica serie regolare con protagonista un membro di Authority.
Durata 20 numeri, la serie è stata scritta per i primi sei numeri da Garth Ennis. Dopo un rapido alternarsi di sceneggiatori come Brian K. Vaughan, Christos Gage, Jimmy Palmiotti e Justin Gray, dal numero 10 sino alla sua conclusione è stata scritta da Keith Giffen.
Vari gli autori che si sono occupati dei disegni, tra i quali i più presenti sono Chris Sprouse (in coppia con Garth Ennis) e Lee Garbett.
L'intera serie è stata raccolta in tre volumi:
- Midnighter vol.1: Killing Machine, che raccoglie i numeri 1-6.
- Midnighter vol.2: Anthem, che raccoglie i numeri 7 e 10-15.
- Midnighter vol.3: Assassin8, che raccoglie i numeri 8-9 e 16-20 (a dicembre 2008).

In Italia la Magic Press traduce e pubblica l'intera serie sempre in tre volumi:
- Midnighter (vol.1): Macchina per uccidere, che raccoglie i numeri 1-6 (2008).
- Midnighter (vol.2): Anthem, che raccoglie i numeri 7 e 10-15 (2008).
- Midnighter (vol.3): Assassin8, che raccoglie i numeri 8-9 e 16-20.

#### Grifter & Midnighter
Grifter and Midnighter (maggio 2007 - ottobre 2007): miniserie in sei numeri con protagonisti Grifter e Midnighter, i due membri "solitari" degli Wildcats e di Authority.
La miniserie è stata raccolta in un volume unico.
In Italia la Magic Press ha tradotto e pubblicato la miniserie in un analogo volume, intitolato Grifter & Midnighter: Unione incivile.

#### Hawksmoor
The Secret History of the Authority: Hawksmoor (marzo 2008 - agosto 2008): miniserie di sei numeri nella quale si narrano aspetti prima non rivelati della vita di Jack Hawksmoor, membro di Authority. Testi di Mike Costa e disegni di Fiona Staples.
Al momento è inedita in Italia.

## Altri media
Il gruppo dell'Authority compare nel franchise del DC Universe (DCU).
- Angela Spica / Engineer è stata introdotta nel film Superman (2025) interpretata da María Gabriela de Faría,[4] in questa versione lavora per Lex Luthor;
- Un film intitolato The Authority basato sul gruppo è al momento in produzione e introdurrà il resto della squadra.[5]